# Iulia Ioza
Iulia Ioza fou una ciutat de la costa de la Bètica, entre Gades i Belon, colonitzada per una població barrejada de romans i d'habitants de la ciutat de Zelis, prop de Tingis.
Estrabó l'esmenta sota aquest nom però més tard apareix con Iulia Transducta o simplement Transducta. Les monedes porten la inscripció Iulia Traducta. Transducta fou la traducció llatina del nom fenici Joza (Ioza). Era prop de la moderna Tarifa, fins i tot potser a la mateixa ciutat, però la seva ubicació exacta es desconeix.